# Онаиву, Адо
Адо Онаиву (яп. オナイウ 阿道; 8 ноября 1995, Камикава) — японский футболист, нападающий клуба «Осер». Выступал за сборную Японии.

## Биография
Родился в семье отца-нигерийца и матери-японки. Футболом стал заниматься во втором классе начальной школы. Во время второго года обучения в высшей школе Шочи Фукая принимал участие во Всеяпонском чемпионате по футболу среди высших школ. Во время обучения на 3-м курсе помог команде занять 3-е место (лучше к этому — 4-е) в футбольном турнире среди команд Высших школ, в частности, в четвертьфинальном матче против средней школы Сейро отметился 2-мя голами и 2-мя голевыми передачами. Кроме того, Онаиву признали лучшим игроком выше указанного турнира.

## Клубная карьера

### «ДЖЕФ Юнайтед Итихара Тиба»
В 2014 году присоединился к «ДЖЕФ Юнайтед Итихара Тиба». В том же сезоне принял участие в шести матчах чемпионата и отличился дебютным голом в Джей-лиге-2, в поединке 31-го тура против «Джираванца Китакюсю». В 2015 году выходил на поле чаще, провел 33 матча (преимущественно на замену по ходу матча) и отличился 3-мя голами.
В 2016 году из-за выступлений на Олимпиаде в Рио-де-Жанейро покинул расположение команды. Сыграл меньше чем в предыдущем сезоне, 23 матча, но отличился 6-ю голами.

### «Урава Ред Даймондс»
В 2017 году перешел в клуб «Урава Ред Даймондс». Дебютным голом за новую команду отличился 22 июня в поединке 2-го раунда Кубка Императора Японии против Ивате Грулла Мориоки. Однако в чемпионате Японии сыграл лишь один матч, 9 июля в поединке 18-го тура против «Альбирекс Ниигата», в котором вышел на поле на 39-й минуте второго тайма вместо Рафаэла да Силвы.

### «Ренофа Ямагути»
В 2018 году перешел в аренду в клуб «Ренофа Ямагути». С момента перехода регулярно играл на позиции центрального нападающего. В феврале и марте того же сезона вместе с Паулу Юнити Танакой (Гифу) отличился пятью голами и был одним из лучших бомбардиров команды. За вышеуказанный период «Ренофа Ямагути» одержала 4 победы, 2 ничьи и потерпела 1-е поражение, а сам Онаиву признан MVP игроком месяца. Достиг задачи в 10 голов за сезон, поставленной спортивным директором Шимодой Масахиро, 20 мая накануне 15-го тура «Оита Тринита». После этого команда имела 14-матчевую безвыигрышную серию в чемпионате. 26 августа в 30-м туре против «Омии» отличился первым хет-триком в профессиональной карьере. В общей сложности отличился 22 голами, благодаря чему стал вторым лучшим бомбардиром Джей-лиги 2.

### «Оита Тринита»
Получил несколько предложений продолжения карьеры и в 2019 году отправился в аренду в «Оита Тринита». Дебютным голом за новую команду отличился в 7-м туре Джей-лиги против «Вегалты Сэндай». 10 августа в матче 22-го тура Джей-лиги против «Виссел Кобе» отметился 10-м голом в чемпионате. После этого забитыми мячами не отмечался, но, несмотря на это, стал лучшим бомбардиром команды и помог «Оита Тринити» повыситься в классе. По окончании сезона в связи с завершением арендного соглашения покидает команду.

### «Иокогама Ф. Маринос»
В 2020 году перешел на полноценной основе в клуб «Иокогама Ф. Маринос». В первый год пребывания в команде основным игроком не был, отличился 4-мя голами в 24-х матчах, но в следующем сезоне стал основным центральным нападающим команды. 1 мая 2021 года в победном поединке Джей-лиги 1 против «Токио» отличился хет-триком. В 20-ти сыгранных матчах отличился 12-ю голами, после чего чемпионат прервали.

### «Тулуза»
18 июля 2021 года французская ежедневная газета La Dépêche du Midi сообщила, что «Иокогама Ф. Маринос» и клуб французской Лиги 2 «Тулуза» договорились о трансфере нападающего. На следующий день, 19 июля (20-е по японскому времени) «Тулуза» и «Иокогама Ф. Маринос» официально объявили о переходе игрока. 24 июля дебютировал за новую команду в матче первого тура Лиги 2 против «Аяччо».

## Карьера в сборной
в 2014 году дебютировал в составе юношеской сборной Японии (U-19).
С 2015 по 2016 год также вызывался в сборную Японии (U-23) в квалификации олимпийского футбольного турнира в Рио и выиграл финальную квалификацию (молодежный чемпионат Азии 2016 года). Несмотря на первоначальное непопадание в заявку на Олимпийские игры в Рио 2016 года, впоследствии дополнительно зарегистрирован после заявки Судзуки Мусаси.
В ноябре 2019 года был впервые заявлен за национальную сборную Японии на Кубок вызова Кирин, но на турнире не сыграл ни одного матча.
6 июня 2021 года из-за травмы Юи Осако был вызван в сборную Японии для участия во 2-м азиатском квалификационном раунде чемпионата мира 2022 года и квалификации Кубка Азии 2023 года. 11 июня, спустя почти полтора года после первого броска, дебютировал за сборную Японии на Кубке вызова Кирин против Сербии. 15 июня, в своем втором матче за сборную, отличился хет-триком в победном поединке второго квалификационного раунда кубка Азии против Кыргызстана.